# Петерсберг (Гессен)
Петерсберг (нім. Petersberg) — сільська громада в Німеччині, знаходиться в землі Гессен. Підпорядковується адміністративному округу Кассель. Входить до складу району Фульда.
Площа — 35,51 км2. Населення становить 16 186 ос. (станом на 31 грудня 2020).